# 刘连元
刘连元（1941年9月2日—2014年11月17日），北京人，导弹弹头技术专家，中国工程院院士，现任中国航天科技集团公司第一研究院第十四研究所副总工程师。

## 履历[1]
- 1965年，于中国科学技术大学近代力学系工程热物理专业[2]毕业。
- 2011年，当选中国工程院院士。